# IC 2097
IC 2097 — галактика типу Irr (іррегулярна галактика) у сузір'ї Ерідан.
Цей об'єкт міститься в оригінальній редакції індексного каталогу.